# JUMP Math
JUMP Math (JUMP, Junior Undiscovered Math Prodigies; «математический прыжок» — «юные скрытые математические вундеркинды») — созданная в Канаде и распространившая своё влияние на другие страны некоммерческая организация, продвигающая одноимённую программу обучения математике в особенности для испытывающих с ней трудности детей.
Создатели проекта исходят из того, что должные математические знания имеют непосредственную связь с дальнейшим социально-экономическим успехом в жизни, и стремятся предоставить необходимый базовый уровень каждому ребёнку в доступной для него форме.
Кроме того, по их мнению разделение детей по одарённости является ошибочным и ведёт к экономическим и социальным проблемам.
По мнению создателей проекта «все дети могут изучить математику, все учителя могут преподавать математику», всё что им нужно — это правильная методика.

## Организация
Джон Майтон запустил изобретённую им программу обучения математики в 1998 году и первоначально развивал её самостоятельно в собственном доме.
Первые наглядные материалы для проекта создавала его дочь Хлоя (англ. Chloe).
В 1999 году программа получила название Junior Undiscovered Math Prodigies.
В проект были приглашены друзья Майтона и они проводили четырёхнедельные экспериментальные курсы для нескольких групп учеников.
Полученные после тестирования результаты вдохновили Майтона на создания общенациональной программы.
В 2002 году в Канаде им же была зарегистрирована благотворительная организация и оформилось название JUMP Math.
К 2011 году организация получила аналогичный статус в США и Великобритании.
Штаб-квартира JUMP Math расположена в Торонто (Канада).
Руководит организацией Джон Майтон.

## Деятельность
Инновационный подход заложенный в программу JUMP Math позволяет детям, испытывающим трудности в математике, совершить «скачок» — повысить свой уровень знаний до необходимого в современном мире уровня.
Для реализации поставленной задачи в организации работает исследовательское подразделение, оценивающее различные подходы к преподаванию математики, на основании выводов которых разрабатываются соответствующие программы.
JUMP Math занимается обучением преподавателей, а также изданием тематической методической литературы.
Доходы JUMP Math образуются от благотворительных пожертвований и спонсорства, продажи учебно-методических пособий (80 % от собственного дохода), проведения на постоянной основе образовательных программ для учителей (20 % от собственного дохода) и правительственных грантов.
В числе спонсоров JUMP Math Фонд Билла и Мелинды Гейтс, Fundacion Telefonica, LIFT Philanthropy Partners и другие.
Дополнительные ресурсы позволяют JUMP Math проводить масштабирование более высокими темпами, чем при использовании только собственных.

## Показатели деятельности
За первые десять лет существования проекта продажи учебно-методических пособий JUMP Math выросли на 40-50 %%.
На конец 2011 года JUMP Math обучала около 3 000 учителей в год, что, при средней нагрузке в 25 человек на преподавателя, вело к воздействию на около 75 000 конечных бенефициаров в год.
На 2012 году по программе JUMP Math ежегодно обучалось около 85 000 детей в около 700 школах.
Проведённые исследования показывают, что уровень знаний обучающихся по программ JUMP Math возрастает почти в два раза при снижении дисперсии распределения.
На 2012 год Фонд Шваба оценивает число бенефициаров JUMP Math в 150 000 человек при бюджете организации в 1,98 млн долларов США.
При этом внутренняя прибыль организации составляет около 52 %.

## Награды и премии
В 2004 году работа JUMP Math Джона Майтона был отмечен Фондом Ашока, а в 2015 году — Фондом Шваба.